# Vismia rusbyi
Vismia rusbyi är en johannesörtsväxtart som beskrevs av Joseph Andorfer Ewan. Vismia rusbyi ingår i släktet Vismia och familjen johannesörtsväxter. Inga underarter finns listade i Catalogue of Life.